# Maurice Gransart
Maurice Gransart (Marsella, 8 de julio de 1930 - ibídem, 27 de abril de 2013) fue un futbolista profesional francés que jugaba en la demarcación de defensa.

## Biografía
Maurice Gransart se formó en las filas del CS Marsella, donde jugó desde los doce años hasta los diecisiete, yendo posteriormente al Crédit Lyonnais Marseille, donde permaneció un año. Fue un año después, en 1948 cuando debutó como futbolista profesional con el Olympique de Marsella, jugando un total de 13 temporadas en el club marsellés, en las que tuvo 288 apariciones y marcó 5 goles. Con el club consiguió una Ligue 1 en la temporada 1947/1948 y nueve años después la Copa Charles Drago, en 1957. Además es el padre de Roland Gransart, quien entrenó al club marsellés durante los años 1970 y 1980. También fue elegido el mejor lateral derecho de la Ligue I: 1955/56 por la revista France Football.
Falleció el 27 de abril de 2013 a los 82 años de edad.

## Clubes
| Club                  | País    | Año         |
| --------------------- | ------- | ----------- |
| Olympique de Marsella | Francia | 1948 - 1961 |

## Palmarés
- Ligue 1 - 1947/1948 - Olympique de Marsella
- Copa Charles Drago - 1957 - Olympique de Marsella
- Mejor lateral derecho de la Ligue 1: 1955/56 por la revista France Football